# 939 Isberga
939 Isberga, asteroid glavnog pojasa. Otkrio ga je Karl Wilhelm Reinmuth, 4. listopada 1920.

## Vanjske poveznice
- Minor Planet Center